# Yanez (singolo)
Yanez è un singolo del cantante italiano Davide Van De Sfroos pubblicato il 16 febbraio 2011, che precede l'album omonimo uscito il 15 marzo successivo.
Il brano è stato eseguito per la prima volta il 15 febbraio durante la prima serata del Festival di Sanremo 2011, segnando la prima, e fino ad oggi unica, partecipazione dell'artista lombardo alla gara canora, al termine della quale si è classificato quarto. Nella serata dei duetti Davide Van De Sfroos ha eseguito il brano assieme ad Irene Fornaciari. Durante le esecuzioni sanremesi dei brani, l'orchestra è stata diretta da Fio Zanotti.

## Il brano
La canzone, cantata in dialetto comasco, prende il titolo dal personaggio di Yanez de Gomera del ciclo indo-malese di Emilio Salgari; nel testo vengono nominati, oltre allo stesso Yanez, altri personaggi di tali opere letterarie: Sandokan, Tremal-Naik, Kammamuri, James Brooke, la Perla di Labuan Marianna ed il colonnello Fitzgerald. Questi vengono immaginati e descritti, ormai invecchiati, mentre si godono la pensione in vacanza al mare sulla riviera romagnola.
Secondo le dichiarazioni dello stesso Van De Sfroos, Yanez è un omaggio al padre dell'artista Tiziano, da poco scomparso al momento della scrittura del brano, che era soprannominato "Tizyanez" in quanto appassionato dei romanzi di Salgari, presentava una certa somiglianza fisica con Philippe Leroy, interprete di Yanez de Gomera nello sceneggiato televisivo degli anni settanta, ed aveva passato gli ultimi anni della sua vita a Cesenatico.
Della canzone è stato girato un videoclip, diffuso il 16 febbraio 2011.

## Classifiche
| Classifica (2011) | Posizione massima |
| ----------------- | ----------------- |
| Italia            | 3                 |